# Hans-Ulrich Seidt
Hans-Ulrich Seidt (* 18. April 1952 in Stuttgart) ist ein deutscher Diplomat.

## Leben
Nach dem Studium der Rechtswissenschaft, Politikwissenschaft und Geschichte an den Universitäten Tübingen, Genf, Bonn und an der École Nationale d’Administration (ENA) in Paris, das er mit der Promotion zum Dr. phil. abschloss, trat er 1982 in den Auswärtigen Dienst ein. An der Rheinischen Friedrich-Wilhelms-Universität zu Bonn promovierte er 1983 zum Dr. phil. mit einer Arbeit zur französischen Nahostpolitik. Nach Auslandsposten in Moskau, Nairobi, Brüssel (NATO) und Washington wurde er 2005 zunächst deutscher Geschäftsträger in Duschanbe, Tadschikistan. Zwischenzeitlich war er von 2003 bis 2005 Lehrbeauftragter für Internationale Politik am Otto-Suhr-Institut der Freien Universität Berlin. Die Valparaiso University im US-Bundesstaat Indiana verlieh ihm den Ehrentitel eines Dr. jur. h. c. Von 2006 bis 2008 war Seidt Botschafter der Bundesrepublik Deutschland in Kabul (Afghanistan). Im September 2009 wurde er Botschafter in Seoul (Südkorea). Bis Juli 2012 behielt er diesen Posten. Nachfolger als Botschafter in Südkorea wurde im Juli 2012 Rolf Mafael. Nach seiner Rückkehr wurde Seidt Ministerialdirektor und Leiter der Abteilung Kultur und Kommunikation des Auswärtigen Amtes und war als dieser unter anderem der Vertreter des Auswärtigen Amtes bei der Max Weber Stiftung sowie dem Deutschen Archäologischen Institut und dessen Kommissionen (Kommission für Archäologie Außereuropäischer Kulturen, Kommission für Alte Geschichte und Epigraphik und Römisch-Germanische Kommission). Seidt ist stellvertretender Vorsitzender der Politisch-Militärischen Gesellschaft und Mitglied des Kuratoriums des Internationalen Kammermusikfestivals Schloss Moritzburg. Er ist verheiratet und hat drei Kinder.

## Veröffentlichungen
- Berlin, Kabul, Moskau. Oskar Ritter von Niedermayer und Deutschlands Geopolitik. München 2002, ISBN 3-8004-1438-4.
- Alexander Swetschin: Clausewitz – Eine klassische Biographie aus Rußland. (= Dümmlerbuch 8215). Übersetzt, eingeleitet und herausgegeben von Olaf Rose und Hans-Ulrich Seidt. Mit einem Geleitwort von Vizeadmiral Ulrich Weisser (Leiter des Planungsstabes des Bundesministers der Verteidigung). Ferd. Dümmlers Verlag, Bonn 1997, ISBN 3-427-82151-X (Bildungsverlag Eins, 1999).
- Europa in der Konzeption Frankreichs nach de Gaulle. Französische Nahostpolitik und Aussenpolitische Gemeinschaftsbildung, Diss., Bonn 1983.